# Andrej Anatolevics Mihnyevics
Andrej Anatolevics Mihnyevics (belaruszul: Андрэй Анатолевіч Міхневіч, oroszul: Андрей Анатольевич Михневич [Andrej Anatoljevics Mihnyevics]) (Babrujszk, 1976. július 12. –) olimpiai bronzérmes, világ- és Európa-bajnok fehérorosz atléta, súlylökő. Szabadtéren és fedettpályán ő tartja hazája aktuális nemzeti csúcsát; igaz, előbbit megosztva.

## Pályafutása
Első jelentős nemzetközi versenyén, az 1999-es fedett pályás világbajnokságon nyolcadikként zárt. Ebben az évben részt vett a szabadtéri világbajnokságon is, de itt nem jutott el a döntőig. 2000-ben indult első alkalommal az olimpiai játékokon. Sydney-ben a kilencedik helyen végzett.
2001-ben pozitív doppingtesztet produkált, amiért két évre eltiltották. Eltiltása 2003 augusztusában járt le, mindössze 17 nappal a párizsi világbajnokság kezdete előtt. Párizsban nagy meglepetésre aranyérmet szerzett, Mihnyevics a Sydney-ben ezüstérmes amerikai Adam Nelson előtt lett bajnok.
Athénba mint a győzelemre esélyesek egyike érkezett, első olimpiai érmét azonban nem tudta megszerezni ekkor. A döntőben mindössze 20,60-ot dobott, mellyel az ötödik lett.
2006-ban a fedett pályás világbajnokságon, valamint az Európa-bajnokságon is ezüstérmet szerzett, majd 2007-ben bronzérmesként zárt az oszakai világbajnokságon. Pekingben harmadik legjobbként jutott be a döntőbe, ahol 21,05-ös lökésével harmadik, bronzérmes helyen végzett Tomasz Majewski és Christian Cantwell mögött.
A 2009-es berlini világbajnokságon csak a hetedikként zárt, 2010-ben viszont újfent kimagasló eredményeket produkált. Márciusban ezüstérmes volt a dohai fedett pályás világbajnokságon, júliusban pedig Európa-bajnok lett Barcelonában.
A 2005-ös vb doppingvizsgálatára leadott mintáit évekkel később újraelemezték és ismét tiltott szer használatát mutattak ki. Ezért hazája szövetsége 2013-ban örökre eltiltotta.

## Egyéni legjobbjai
- Súlylökés (szabadtér) - 22,09 méter (2010)
- Súlylökés (fedett) - 21,81 méter (2010)

## Magánélete
Felesége Natallja Mihnyevics, 2007 márciusában házasodtak össze. Natallja szintén sikeres súlylökő, a pekingi olimpián ezüstérmet szerzett.